# Marshall (hrabstwo Richland)
Marshall – miasto w Stanach Zjednoczonych, w stanie Wisconsin, w hrabstwie Richland.